# 铁路时代
《铁路时代》（英語：Railway Age）是美国铁路杂志，每月一期。1856年创刊于美国的主要铁路枢纽芝加哥，出版方为西蒙斯-博德曼出版公司。

## 历史
《铁路时代》最初使用的刊名是《西铁路报》，1870年刊名改为《铁路报》。1908年6月，在收购了其主要竞争对手《铁路时代》（英語：The Railway Age，1876年在芝加哥成立）后，刊名改为《铁道时代报》，之后于1910年1月刊名改为《铁路时代报》（英語：Railroad Age Gazette）。1918年，刊名简化为现在的刊名至今。
1927年，《铁路评论》（英語：Railway Review）并入《铁路时代》。
1992年，《铁路时代》收购与其有竞争关系的刊物《现代铁路》（英語：Modern Railroads，ISSN 0736-2064）。